# Ustawa o ochronie przyrody (2004)
Ustawa z dnia 16 kwietnia 2004 r. o ochronie przyrody – polska ustawa uchwalona przez Sejm Rzeczypospolitej Polskiej, regulująca kwestie prawne związane z ochroną przyrody w Polsce.
Ustawa określa cele, zasady i formy ochrony przyrody żywej i nieożywionej oraz krajobrazu. Nakłada też obowiązek dbałości o przyrodę będącą dziedzictwem i bogactwem narodowym nie tylko na państwo i samorządy, ale także na wszystkie podmioty prywatne i osoby fizyczne. 
Katalog form ochrony przyrody określa art. 6 ustawy i zawiera on następujące prawne formy ochrony przyrody w Polsce: parki narodowe, rezerwaty przyrody, parki krajobrazowe, obszary chronionego krajobrazu, obszary Natura 2000, pomniki przyrody, stanowiska dokumentacyjne, użytki ekologiczne, zespoły przyrodniczo-krajobrazowe, a także ochronę gatunkową roślin, zwierząt i grzybów.
Ustawa określa też zasady ochrona terenów zieleni i zadrzewień (dotyczy to terenów poza lasami).
W załączniku do ustawy wymienione są parki narodowe w Polsce.